# Gastrancistrus unimacula
Gastrancistrus unimacula är en stekelart som först beskrevs av Girault 1929.  Gastrancistrus unimacula ingår i släktet Gastrancistrus och familjen puppglanssteklar. Inga underarter finns listade i Catalogue of Life.